# خوزه مانوئل پزودو
خوزه مانوئل پزودو (انگلیسی: José Manuel Pesudo; ۱۱ ژوئن ۱۹۳۶ – ۵ دسامبر ۲۰۰۳) بازیکن فوتبال اهل اسپانیا بود.
از باشگاه‌هایی که در آن بازی کرده‌است می‌توان به باشگاه فوتبال رئال بتیس، باشگاه خیمناستیک تاراگونا، باشگاه فوتبال بارسلونا، و باشگاه فوتبال والنسیا اشاره کرد.
وی همچنین در تیم ملی فوتبال اسپانیا بازی کرده‌است.